# Ndola Motopark
Der Ndola Motopark ist ein Motorsport-Park in Sambia. Er liegt etwa 8 km westlich des Stadtzentrums Ndolas in der Provinz Copperbelt, fast mittig zwischen den beiden Flughäfen der Stadt.

## Streckenbeschreibung
Ehemals eine asphaltierte Rennstrecke ist der Ndola Motopark mittlerweile ein Zentrum des lokalen Offroad-Motorsports in Sambia. Auf der zum großen Teil mit Sand und Schotter überdeckten Piste finden nun Rallye-, Rallycross und Motocrossveranstaltungen statt. Zudem gibt es auf dem Gelände zusätzliche Strecken für Motocross-, Enduro- und Speedway-Veranstaltungen.